# پالین ونگ
 پالین ونگ (انگلیسی: Pauline Wong؛ زاده ۲۳ نوامبر ۱۹۸۵) یک تنیس‌باز اهل هلند است. 